# Guitar
Guitar je živé album Franka Zappy z roku 1988, jedná se o pokračování alba Shut Up 'n Play Yer Guitar z roku 1981.

## Seznam skladeb
Všechny skladby napsal(i) Frank Zappa, pokud není uvedeno jinak. 
| Disk 1 | Disk 1                                          | Disk 1 |
| Pořadí | Název                                           | Délka  |
| ------ | ----------------------------------------------- | ------ |
| 1.     | Sexual Harassment in the Workplace (1981-12-12) | 3:42   |
| 2.     | Which One Is It? (1982-06-26)                   | 3:04   |
| 3.     | Republicans                                     | 5:07   |
| 4.     | Do Not Pass Go                                  | 3:36   |
| 5.     | Chalk Pie (1981-12-07)                          | 4:51   |
| 6.     | In-A-Gadda-Stravinsky (1984-11-25)              | 2:50   |
| 7.     | That’s Not Really Reggae                        | 3:17   |
| 8.     | When No One Was No One                          | 4:48   |
| 9.     | Once Again, without the Net                     | 3:43   |
| 10.    | Outside Now (Original Solo)                     | 5:28   |
| 11.    | Jim & Tammy’s Upper Room                        | 3:11   |
| 12.    | Were We Ever Really Safe in San Antonio?        | 2:49   |
| 13.    | That Ol’ G Minor Thing Again                    | 5:02   |
| 14.    | Hotel Atlanta Incidentals (1984-11-25)          | 2:44   |
| 15.    | That’s Not Really a Shuffle (1982-05-11)        | 4:23   |
| 16.    | Move It or Park It                              | 5:43   |
| 17.    | Sunrise Redeemer                                | 3:58   |

| Disk 2 | Disk 2                                                      | Disk 2                                | Disk 2 |
| Pořadí | Název                                                       | Autor                                 | Délka  |
| ------ | ----------------------------------------------------------- | ------------------------------------- | ------ |
| 1.     | Variations on Sinister # 3 (1984-08-11)                     |                                       | 5:15   |
| 2.     | Orrin Hatch on Skis (1984-11-30)                            |                                       | 2:12   |
| 3.     | But Who Was Fulcanelli?                                     |                                       | 2:48   |
| 4.     | For Duane                                                   |                                       | 3:24   |
| 5.     | GOA                                                         |                                       | 4:51   |
| 6.     | Winos Do Not March                                          |                                       | 3:14   |
| 7.     | Swans? What Swans? (1981-12-12)                             |                                       | 4:23   |
| 8.     | Too Ugly for Show Business (1981-12-10)                     |                                       | 4:20   |
| 9.     | Systems of Edges                                            |                                       | 5:32   |
| 10.    | Do Not Try This at Home (1982-07-07)                        |                                       | 3:46   |
| 11.    | Things That Look Like Meat                                  |                                       | 6:57   |
| 12.    | Watermelon in Easter Hay                                    |                                       | 4:02   |
| 13.    | Canadian Customs (1984-12-18)                               |                                       | 3:34   |
| 14.    | Is That All There Is? (1982-05-22)                          |                                       | 4:09   |
| 15.    | It Ain’t Necessarily the Saint James Infirmary (1982-07-08) | Gershwin, Gershwin, Heyward, Primrose | 5:15   |

### Vinyl
| Strana 1 | Strana 1                                        | Strana 1 |
| Pořadí   | Název                                           | Délka    |
| -------- | ----------------------------------------------- | -------- |
| 1.       | Sexual Harassment in the Workplace (1981-12-12) | 3:42     |
| 2.       | Republicans                                     | 5:08     |
| 3.       | Do Not Pass Go (1982-06-19)                     | 3:37     |
| 4.       | That’s Not Really Reggae (1984-09-25)           | 3:17     |
| 5.       | When No One Was No One (1982-05-21)             | 4:41     |

| Strana 2 | Strana 2                                              | Strana 2 |
| Pořadí   | Název                                                 | Délka    |
| -------- | ----------------------------------------------------- | -------- |
| 1.       | Once Again, without the Net (1984-12-20)              | 3:58     |
| 2.       | Outside Now (Original Solo; 1979-03-31)               | 5:29     |
| 3.       | Jim & Tammy’s Upper Room (1982-06-01)                 | 3:11     |
| 4.       | Were We Ever Really Safe in San Antonio? (1984-12-10) | 2:50     |
| 5.       | That Ol’ G Minor Thing Again (1982-06-24)             | 4:39     |

| Strana 3 | Strana 3                             | Strana 3 |
| Pořadí   | Název                                | Délka    |
| -------- | ------------------------------------ | -------- |
| 1.       | Move It or Park It (1982-06-11)      | 5:43     |
| 2.       | Sunrise Redeemer (1984-11-30)        | 3:53     |
| 3.       | But Who Was Fulcanelli? (1982-05-21) | 2:58     |
| 4.       | For Duane (1984-11-25)               | 3:25     |
| 5.       | GOA (1984-11-23)                     | 4:46     |

| Strana 4 | Strana 4                   | Strana 4 |
| Pořadí   | Název                      | Délka    |
| -------- | -------------------------- | -------- |
| 1.       | Winos Do Not March         | 3:14     |
| 2.       | Systems of Edges           | 5:32     |
| 3.       | Things That Look Like Meat | 6:55     |
| 4.       | Watermelon in Easter Hay   | 4:00     |

## Sestava
- Frank Zappa - kytara
- Ray White - kytara
- Steve Vai - kytara
- Tommy Mars - klávesy
- Bobby Martin - klávesy
- Ed Mann - perkuse
- Scott Thunes - basová kytara
- Chad Wackerman - perkuse
- Ike Willis - kytara
- Alan Zavod - klávesy
- Denny Walley - kytara
- Warren Cuccurullo - kytara
- Arthur Barrow - basová kytara
- Vinnie Colaiuta - perkuse
- Peter Wolf - klávesy